# سیمکو (آلاباما)
سیمکو (به انگلیسی: Simcoe) یک منطقهٔ مسکونی در ایالات متحده آمریکا است که در شهرستان کلمن، آلاباما واقع شده‌است. سیمکو ۲۸۸٫۹۵ متر بالاتر از سطح دریا واقع شده‌است.